# Nòstra Dama de la Rovièira
Nòstra Dama de la Rovièira (en francès Notre-Dame-de-la-Rouvière) és un municipi francès situat al departament del Gard i a la regió d'Occitània.